# Els Capellanets
Els Capellanets és un edifici situat als carrer de Galileu i del Remei del barri de les Corts de Barcelona, catalogat com a bé amb elements d'interès (categoria C) i inclòs a l'Inventari del Patrimoni Arquitectònic de Catalunya.

## Història
Antic Seminari Major de les Corts, va ser construït el 1877, i reformat i ampliat el 1889. Durant molts anys fou residència de sacerdots jubilats, actualment traslladats a un edifici nou del costat. Durant la Guerra Civil, va servir d'escola i allotjament de nens refugiats.
El 2017, la Fundació Josep Oriol, depenent de l'Arquebisbat de Barcelona, va cedir la finca a L'Onada Serveis per 50 anys per a la construcció i explotació d'una residència per a gent gran, projecte que va ser rebutjat pels veïns, ja que desapareixerien els jardins. Finalment, el 2024 la justícia va ordenar el retorn de la propietat a la Fundació.

## Descripció
És un edifici aïllat de planta baixa i dos pisos, cobert amb terrat amb barana cega. De composició molt senzilla i simètrica, el parament és d'estuc i hi destaquen les obertures rectangulars i verticals, amb un emmarcament llis. Els únics elements que trenquen l'austeritat són les mènsules sota la cornisa.